# Houghton High School
Houghton High School es un instituto ubicado en Houghton, Míchigan, en la península superior de Míchigan. Comparte edificio con el Houghton Middle. En 2012 había 407 estudiantes inscritos de los grados 9 a 12, con un ratio de alumno/profesor de 17/1. En 2002, fue el 12.º mejor instituto público en el Estado de Míchigan. A partir de 2010-2011, fue clasificado como el 4.º mejor en Míchigan. Ofrece una gran variedad de cursos, incluyendo tres lenguas extranjeras, un programa de doble matrícula con la Michigan Technological University y cinco clases avanzadas.
La mascota escolar es el Gremlin, y los colores son el naranja y el negro. Existe una pequeña controversia sobre qué debería representar a la mascota ya que la palabra representa múltiples símbolos y puede ser vista de diferentes maneras en diferentes partes del instituto. 

## Historia
Tres institutos precedieron al edificio actual, todo localizado en el mismo sitio en el centro de Houghton. El Houghton High, también llamado Rock School por su apariencia externa, fue construido antes de 1881. El Portage Lake High School fue construido para reemplazar el pequeño Rock School, pero fue destruido por un incendio en 1921. Un reemplazamiento del Portage Lake High School se completó en 1924.
El edificio actual fue construido en 1989 arriba del cerro del sitio anterior. El Portage Lake High School fue derribado en 1999. Se aprobó una adición en 2008 y se completó en 2010 incluyendo un segundo gimnasio, un aula para la banda, y varias mejoras de eficiencia energética.

## Académica
El instituto ha sido lentamente implementando un sistema nuevo de estándares académicos. Ha incluido cambios en las clases obligatorias desde 2010 en adelante, las cuales fueron cambiadas una segunda vez para el siguiente año académico de 2013 y los años siguientes. En 2010, se añadieron créditos extras en matemáticas y ciencias, dando a los estudiantes dos años más, o 4 semestres, de matemáticas y un año más, o dos semestres, de clases de ciencias. Esto eliminó 3 años, o 6 semestres, de clases optativas para realizar el cambio.
Para la clase de 2013, el instituto eliminó el requisito de tener un año de educación informática y en su largo implementó otro año en clases de ciencias sociales, requiriendo dos años de historia mundial.

## Deportes
A partir de 2012,  los deportes de Houghton son de Clase C en la Asociación Atlética de Institutos de Míchigan. Baloncesto, voleibol, natación, buceo, esquí alpino, campo a través, pista y campo, softbol, hockey sobre hielo, golf, y fútbol son los programas de deportes competitivos.
El equipo femenino de baloncesto Varsity ganó el campeonato estatal de 2005. El equipo masculino de baloncesto ganó el campeonato estatal en 1955.
El equipo de esquí femenino ha visto el éxito en los años recientes, ganando el Campeonato Estatal de 2010.
El equipo femenino de natación y buceo Varsity fueron las Campeonas de la Península Superior de Míchigan en 1985, 1998, 1999, 2000 y 2001. El equipo masculino de natación y buceo Varsity fueron Campeones Estatal de la Península Superior en 2012.
El equipo de hockey Varsity fueron los campeones estatales en 1982.
El equipo masculino de campo a través ganó la final de la División 1 U.P. en 2007 y 2011.

## Actividades extracurriculares
Houghton High ofrece una variedad de actividades extracurriculares que incluyen:
- Drama: El departamento de drama realizado múltiples producciones anualmente durante casi una década, incluyendo Playing for Time por Arthur Miller, y The Curious Savage por John Patrick.
- Modelo de Naciones Unidas: los miembros del club Modelo de la ONU pasan el año escolar preparándose para la conferencia de Modelos de la ONU del Medio Americano en febrero. A lo largo del año, ellos recaudan fondos para un viaje a Kalamazoo, y buscan temas para la conferencia.[21]
- Key Club: el Key Club del Houghton High School es muy activo. Realiza servicios comunitarios tales como limpieza de autopistas y lectura de cuentos  para niños.
- Sociedad de Honor Nacional.
- FIRST Robótica (Equipo 857 Superior Roboworks)[22]
- Estadistas Jóvenes de América.
- Quiz Bowl: el equipo de Quiz Bowl del Houghton High School es muy competitivo, ha logrado el segundo lugar en la final estatal Clase C de 2007 y ha ganado los campeonatos estatales de Clase C en 1996, 1997 y 1998.[23]
- Equipo matemático: el equipo matemático del Houghton High empezó a competir en 2010, con un éxito inmediato. Ha ganado el Reto NMU, el Houghton Math Jam, y los Campeonatos matemáticos de la península superior cada año desde entonces. Además, han situado un participante en el Equipo All-Star Estatal de Míchigan para competir en el campeonato nacional ARML cada año, incluyendo un campeonato nacional de Clase B en 2012. El equipo también tuvo un representante en USAJMO, y ha situado a estudiantes en el top 100 del MMPC varias veces.

## Acontecimientos escolares
Hay dos importantes eventos deportivos en Houghton High School: Copper Bowl, donde participan los equipos de fútbol americano y atletismo que tiene lugar en el otoño, y Wing-Ding, donde participan los equipos de baloncesto, esquí, natación y buceo, y hockey sobre hielo, que tiene lugar en el invierno. Ambos eventos duran una semana en la que se anima a los estudiantes a disfrazarse el último día, animando al cuerpo estudiantil del instituto para la noche del o los partidos. La semana culmina con un acontecimiento deportivo entre los Houghton Gremlins y sus rivales, los Hancock Bulldogs.